# Маркиз Эйлсбери
Маркиз Эйлсбери в графстве Бакингемшир (англ. Marquess of Ailesbury) — наследственный титул в системе Пэрства Соединённого королевства. Он был создан 17 июля 1821 года для Чарльза Браднелла-Брюса, 2-го графа Эйлсбери (1773—1856).

## История
18 марта 1664 года Роберт Брюс, 2-й граф Элгин (1626—1685), пэр Шотландии, получил титулы барона Брюса из Скелтона в графстве Йоркшир, виконта Брюса из Амптхилла в графстве Бедфордшир и графа Эйлсбери в графстве Бакингемшир (Пэрство Англии). 17 апреля 1746 года его сын, Чарльз Брюс, 3-й граф Эйлсбери, 4-й граф Элгин (1682—1747), получил титул барона Брюса из Тоттенхэма в графстве Уилтшир (Пэрство Великобритании). В 1747 году после смерти Чарльза Брюса, лорда Эйлсбери, его английские титулы прервались, за исключением титула барона Брюса (креация 1746 года), который унаследовал его племянник, Томас Браднелл (1729—1814). Его шотландские титулы перешли к его родственнику, Чарльзу Брюсу, 5-му графу Элгину (1732—1771).
Томас Браднелл, 2-й барон Брюс (1729—1814), получил королевское разрешение и принял в 1767 году дополнительную фамилию «Брюс». 10 июня 1776 года для него был создан титул графа Эйлсбери в графстве Бакингемшир (Пэрство Великобритании). 17 июля 1821 года его сын, Чарльз Браднелл-Брюс, 2-й граф Эйлсбери (1773—1856), получил титулы виконта Савернейка из Леса Савернейк в Уилтшире, графа Брюса из Уорлтона в графстве Йоркшир и маркиза Эйлсбери в графстве Бакингемшир (Пэрство Соединённого королевства). В 1838 году его старший сын, Джордж Браднелл-Брюс, 2-й маркиз Эйлсбери (1804—1878), был вызван в Палату лордов в качестве барона Брюса. В 1868 году после смерти своего родственника, Джеймса Браднелла, 7-го графа Кардигана (1797—1868), 2-й маркиз Эйлсбери унаследовал титул 8-го графа Кардигана. С этих пор маркизы Эйлсбери стали носить титулы графа Кардигана (создан в 1661), барона Браднелла из Стонтона в графстве Лестершир (1628) в системе Пэрства Англии, а также баронета из Дина в графстве Нортгемптон (Баронетство Англии).
2-му маркизу Эйлсбери наследовал его младший брат, Эрнест Браднелл-Брюс, 3-й маркиз Эйлсбери (1811—1886). Он под именем лорда Эрнеста Брюса заседал в Палате общин от Мальборо (1832—1878), а также являлся вице-камергером королевского двора (1841—1846, 1852—1858) и лордом-лейтенантом Беркшира (1884—1886). Его преемником в 1886 году стал его внук, Джордж Браднелл-Брюс, 4-й маркиз Эйлсбери (1863—1894), единственный сын Джорджа Джона Браднелла-Брюса (1839—1868). 4-й маркиз скончался банкротом в молодости, маркизат унаследовал его дядя, Генри Браднелл-Брюс, 5-й маркиз Эйлсбери (1842—1911). В 1886—1892 годах он заседал в Палате общин от Чиппенхэма под именем лорда Генри Брюса.
По состоянию на 2025 год, обладателем титула маркиза являлся его праправнук, Дэвид Майкл Джеймс Браднелл-Брюс, 9-й маркиз Эйлсбери( род. 1952) — сын Майкла Браднелла-Брюса, 8-го маркиза Эйлсбери (1926—2024), наследовавший своему отцу в 2024 году.
Титул учтивости старшего сына и наследника маркиза Эйлсбери — «Граф Кардиган», а наследник графа Кардигана носит титул учтивости — «Виконт Савернейк». В 1776—1821 годах наследники графа Эйлсбери носил титул учтивости — «Лорд Брюс», в 1821—1868 годах наследники маркизов носили титул учтивости — «Граф Брюс», а наследники графов Брюс носили титул «виконта Савернейка».
Название титула маркиза Эйлсбери происходит от Эйлсбери, главного города графства Бакингемшир.
С тех пор, как Томас Брюс, 2-й граф Эйлсбери, стал преемником своего отца в 1685 году, каждый граф и маркиз Эйлсбери стал наследственным хранителем Леса Савернейк. Этим и объясняется использование титула виконта Савернейка в семье Браднелл-Брюс.
- Лорд Чарльз Брюс (1834—1897), либеральный политик, младший сын 1-го маркиза Эйлсбери. Депутат Палаты общин от Северного Уилтшира (1865—1874) и Мальборо (1878—1885), вице-камергер королевского двора (1880—1885);
- Леди Кэтрин Энн Браднелл-Брюс (род. 1984), британская певица, более известна под своим сценическим именем «Бо Брюс», дочь Дэвида Браднелла-Брюса, графа Кардигана (род. 1952), от первого брака;
- Флоренс Энн Мэри Браднелл-Брюс (род. 1985), английская модель и актриса, дочь винного торговца Эндрю Браднелла-Брюса и потомок 3-го маркиза Эйлсбери.

## Графы Эйлсбери, первая креация (1664)
- 1664—1685: Роберт Брюс, 2-й граф Элгин, 1-й граф Эйлсбери (19 марта 1627 — 20 октября 1685), единственный сын Томаса Брюса, 1-го графа Элгина (1599—1663);
- 1685—1741: Томас Брюс, 3-й граф Элгин, 2-й граф Эйлсбери (1656 — 16 декабря 1741), второй сын предыдущего;
  - Роберт Брюс, лорд Брюс (6 августа 1679—1685), старший сын предыдущего от первого брака;
- 1741—1747: Чарльз Брюс, 4-й граф Элгин, 3-й граф Эйлсбери (29 мая 1682 — 10 февраля 1747), второй сын 2-го графа Эйлсбери от первого брака.

## Бароны Брюс (1746)
- 1746—1747: Чарльз Брюс, 4-й граф Элгин, 3-й граф Эйлсбери, 1-й барон Брюс (1682—1747);
- 1747—1814: Томас Браднелл-Брюс, 2-й барон Брюс (1729—1814), граф Эйлсбери с 1776 года.

## Графы Эйлсбери, вторая креация (1776)
- 1776—1814: Томас Браднелл-Брюс, 1-й граф Эйлсбери (30 апреля 1729 — 19 апреля 1814), младший (четвертый) сын Джорджа Браднелла, 3-го графа Кардигана (1685—1732);
  - Джордж Браднелл-Брюс, лорд Брюс (23 марта 1762 — 28 марта 1783), старший сын предыдущего;
- 1814—1856: Чарльз Браднелл-Брюс, 2-й граф Эйлсбери (14 февраля 1773 — 4 января 1856), младший (третий) сын 1-го графа Эйлсбери, маркиз Эйлсбери с 1821 года.

## Маркизы Эйлсбери (1821)
- 1821—1856: Браднелл-Брюс, Чарльз, 1-й маркиз Эйлсбери (14 февраля 1773 — 4 января 1856), третий сын Томаса Браднелла-Брюса, 1-го графа Эйлсбери;
- 1856—1878: Браднелл-Брюс, Джордж, 2-й маркиз Эйлсбери (20 ноября 1804 — 6 января 1878), старший сын предыдущего от первого брака;
- 1878—1886: Браднелл-Брюс, Эрнест, 3-й маркиз Эйлсбери (8 января 1811 — 18 октября 1886), второй (младший) сын 1-го маркиза Эйлсбери от первого брака;
  - Джордж Джон Браднелл-Брюс (15 мая 1839 — 28 мая 1868), старший сын предыдущего;
- 1886—1894: Джордж Уильям Томас Браднелл-Брюс, 4-й маркиз Эйлсбери (8 июня 1863 — 10 апреля 1894), единственный сын предыдущего;
- 1894—1911: Генри Огастес Браднелл-Брюс, 5-й маркиз Эйлсбери (11 апреля 1842 — 10 марта 1911), третий сын 3-го маркиза Эйлсбери;
- 1911—1961: Джордж Уильям Джеймс Чандос Браднелл-Брюс, 6-й маркиз Эйлсбери (21 мая 1873 — 4 августа 1961), единственный сын предыдущего;
- 1961—1974: Чандос Сидней Седрик Браднелл-Брюс, 7-й маркиз Эйлсбери (26 января 1904 — 15 июля 1974), единственный сын предыдущего;
- 1974—2024: Майкл Сидней Седрик Браднелл-Брюс, 8-й маркиз Эйлсбери (31 марта 1926 — 12 мая 2024), старший сын предыдущего от первого брака;
- 1974 — настоящее время: Дэвид Майкл Джеймс Браднелл-Брюс, 9-й маркиз Эйлсбери (род. 12 ноября 1952), единственный сын предыдущего от первого брака;
  - Наследник: Томас Джеймс Браднелл-Брюс, граф Кардиган (род. 11 февраля 1982), единственный сын предыдущего.
    - Второй наследник: